# Somniosidae
Somniosidae é uma família de elasmobrânquios selacimorfos da ordem Squaliformes com distribuição natural em todos os oceanos, do Árctico à Antárctida.

## Características
O seu tamanho varia de 70 cm a 7,3 m de comprimento. A barbatanas dorsais são usualmente desprovidas de espinhos (presentes, mas pequenos, em poucas espécies). Possuem comissuras laterais no abdómen entre as barbatanas peitorais e pélvicas. A maioria tem órgãos luminosos.
Em regiões de águas frias ocorrem na plataforma continental, enquanto que em águas temperadas e tropicais vivem no talude continental. Algumas espécies são oceânicas

## Taxonomia
A família inclui cinco géneros e 17 espécies:
- Género Centroscymnus:
  - Centroscymnus coelolepis
  - Centroscymnus cryptacanthus
  - Centroscymnus owstonii
  - Centroselachus crepidater
- Género Proscymnodon:
  - Proscymnodon macracanthus
  - Proscymnodon plunketi
- Género Scymnodalatias:
  - Scymnodalatias albicauda
  - Scymnodalatias garricki
  - Scymnodalatias oligodon
  - Scymnodalatias sherwoodi
- Género Scymnodon:
  - Scymnodon obscurus
  - Scymnodon ringens
- Género Somniosus:
  - Somniosus microcephalus
  - Somniosus pacificus
  - Somniosus rostratus
- Género Zameus:
  - Zameus ichiharai
  - Zameus squamulosus